# Gouvernement Tschernigow

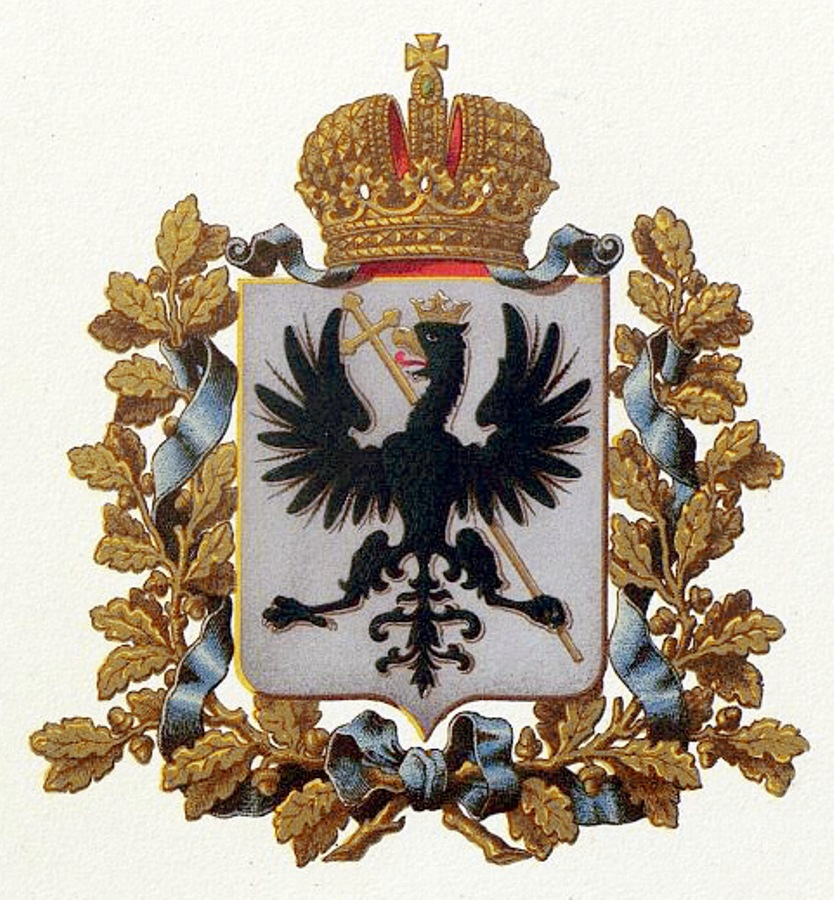
Wappen

Das Gouvernement Tschernigow (russisch Черниговская губерния Tschernigowskaja gubernija, ukrainisch Чернігівська губернія Tschernihiwska hubernija) war eine von 1802 bis 1919 bestehende Verwaltungseinheit (Gubernija/губерния) des russischen Kaiserreiches, die größtenteils im Gebiet der heutigen Ukraine lag. Hauptstadt des Gouvernements mit 2.298.000 Einwohnern (1897) war die Stadt Tschernigow (ukrainisch Tschernihiw).
Es entstand durch die Aufspaltung des Gouvernements Kleinrussland im Jahre 1802 und bestand bis zur vollständigen Auflösung aller Gouvernements in der Sowjetunion im Jahre 1925.

## Geographie
Das Gouvernement lag im Gebiet der Linksufrigen Ukraine im Norden der heutigen Ukraine sowie im Süden Russlands und hatte eine Fläche von 52.396 km².
Es grenzte an folgende Gouvernements (vom Norden im Uhrzeigersinn):
Gouvernement Smolensk, Gouvernement Orjol, Gouvernement Kursk, Gouvernement Poltawa, Gouvernement Kiew, Gouvernement Minsk, Gouvernement Mohilew.
Das Gouvernement Tschernigow war um 1900 in die folgenden 15 Ujesdy unterteilt:

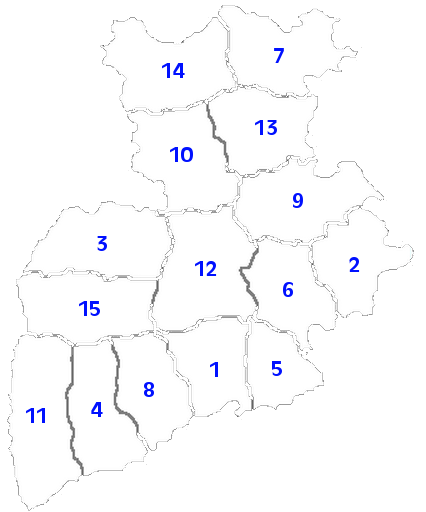
Administrative Gliederung des Gouvernements Tschernigow

| Nr. | Ujesd              | russisch           | Fläche in km² | Einwohner (1897) |
| --- | ------------------ | ------------------ | ------------- | ---------------- |
| 1   | Borsna             | Борзна             | 2732,1        | 146.777          |
| 2   | Hluchiw            | Глухов             | 3090,8        | 142.366          |
| 3   | Horodnja           | Городня            | 4061,9        | 154.819          |
| 4   | Koselez            | Козелец            | 4952,8        | 137.334          |
| 5   | Konotop            | Конотоп            | 2539,8        | 157.259          |
| 6   | Krolewez           | Кролевец           | 2702,9        | 132.172          |
| 7   | Mglin              | Мглин              | 3694,4        | 140.820          |
| 8   | Nischyn            | Нежин              | 2891,8        | 168.984          |
| 9   | Nowhorod-Siwerskyj | Новгород-Северский | 3790,5        | 151.180          |
| 10  | Nowosybkow         | Новозыбков         | 3857,3        | 193.357          |
| 11  | Oster              | Остер              | 4385,7        | 153.179          |
| 12  | Sosnyzja           | Сосница            | 4079,7        | 171.106          |
| 13  | Starodub           | Стародуб           | 3420,8        | 147.668          |
| 14  | Surasch            | Сураж              | 4050,5        | 188.596          |
| 15  | Tschernigow        | Чернигов           | 3667,2        | 161.695          |

## Bevölkerung
Bei der ersten russischen Volkszählung im Jahr 1897 wurden für das Gouvernement 2.298.000 Einwohner ermittelt. Davon waren 1.525.000 (66,4 %) Kleinrussen (Ukrainer), 151.465 Weißrussen, 113.787 Juden, 495.963 Großrussen, daneben gab es kleinere Gruppen an Deutschen und Polen. Die Einwohnerdichte betrug 44 Einwohner je km².